# Redunca
Genre
Redunca est un genre de mammifères artiodactyles de la famille des Bovidés.

## Classification
Liste des espèces selon ITIS (21 septembre 2017) :
- Redunca arundinum (Boddaert, 1785) - grand cobe des roseaux
- Redunca fulvorufula (Afzelius, 1815) - cobe de montagne
- Redunca redunca (Pallas, 1767) - cobe des roseaux

## Notes et références

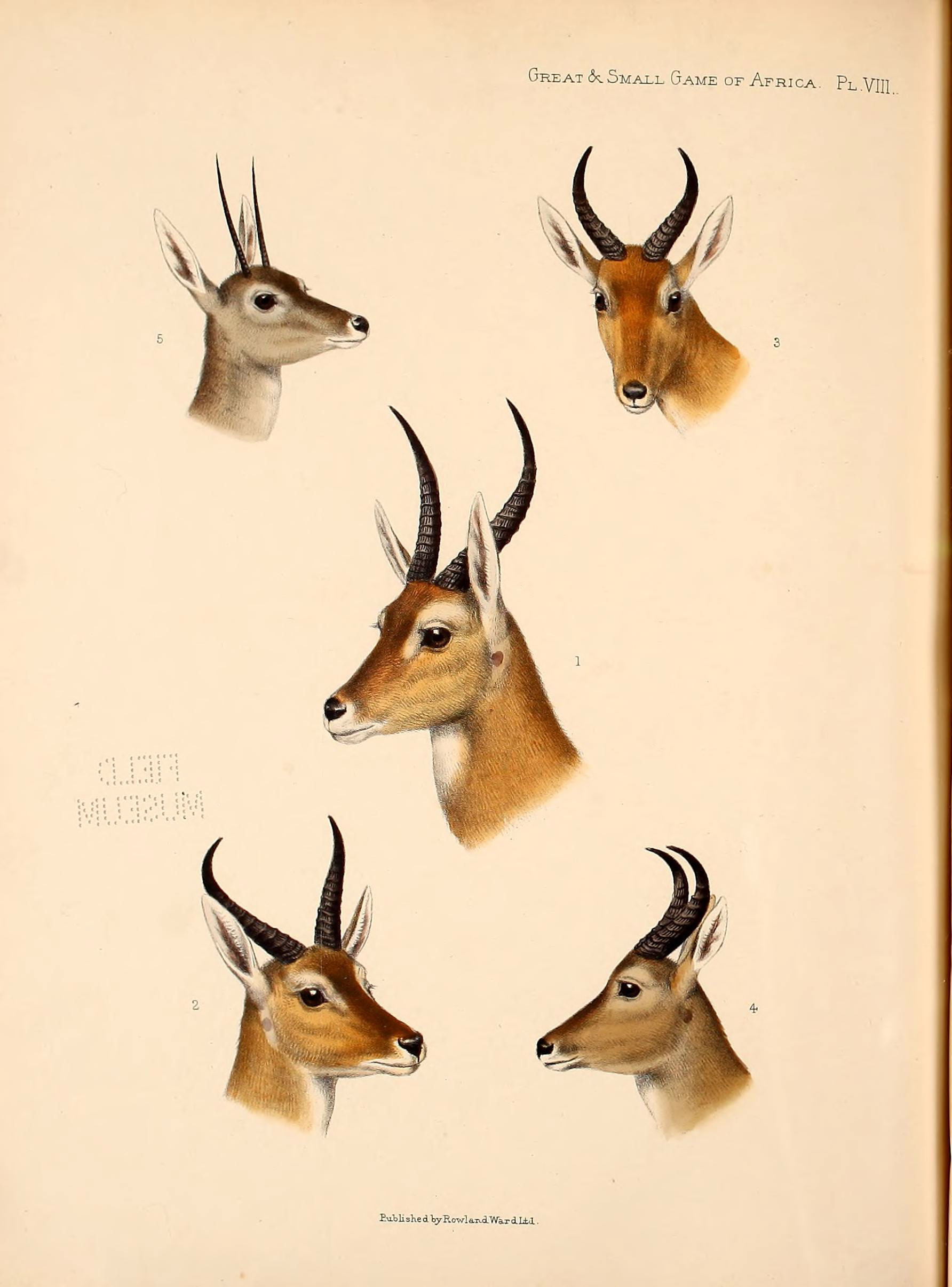
Diversité des cornes dans la série The great and small game de Richard Lydekker (1900-1908).